# Imprensa Nacional (Guiné-Bissau)
A Imprensa Nacional (INACEP) é uma empresa pública da Guiné-Bissau, responsável pela publicação dos atos dos poderes Executivo, Legislativo e Judiciário da República da Guiné-Bissau. Além de funcionar como gráfica, desde 2010 é também editora e prestadora de serviços de comunicação ao Estado.

## História
A história da Imprensa Nacional na Guiné-Bissau está directamente ligada à própria história da imprensa no país. Em 1879, foi criada uma tipografia em Bolama, à época capital da Guiné Portuguesa, com o objectivo único de imprimir o Boletim Oficial da Guiné, sendo uma das consequência administrativas da separação deste território do de Cabo Verde, passando a constituir uma província autónoma. Esta tipografia daria mais tarde origem à Imprensa Nacional, primeiro da Guiné Portuguesa, e da Guiné Bissau, após a independência.
A 31 de Outubro de 1879 editou a sua primeira publicação, "Fraternidade", destinada a sensibilizar a população e à recolha de fundos para socorrer as vítimas da estiagem desse ano, em Cabo Verde. A emissão do Boletim Oficial apenas um ano após a instalação da tipografia, em 1880, dando vida a uma publicação de grande longevidade, somente interrompida em 1974 com o fim do regime colonial e a implantação da República, mas sendo retomada logo após a instalação dos serviços públicos nacionais, decorrendo ainda por muitos anos.
Em 1920, teve início a sua terceira publicação, Ecos da Guiné, seguida da Voz da Guiné, em 1922, quinzenário republicano independente, e do Pró-Guiné, em 1924, órgão do Partido Democrático Republicano, todas elas publicações pertencentes a portugueses radicados na Guiné, sem grande conteúdo para além do prolongamento das suas querelas político-partidárias, e algumas notas de nostalgia em torno do tema da saudade da metrópole. Não se acharam evidências de qualquer participação de nacionalistas guineenses nestas atividades editoriais, tanto isolados como em agrupações partidárias, apesar de ser uma época de forte tensão social e tribal, na qual já se adivinhava uma fase da resistência política.
Teve regulamento aprovado pela portaria n.º 70 de 2 de Julho de 1928, publicado no Boletim Oficial a 27 de Julho do mesmo ano.
Aqui se constituiu o primeiro grupo de tipógrafos guineenses, muitos já com a instrução primária. Muitos destes acabariam mais tarde por ser perseguidos, presos e alguns até mortos, por alegada ligação ao PAIGC, como ocorreu com Domingos Badinca, hoje considerado herói nacional.
Após a independência, o seu primeiro director foi Augusto C. Tolentino. Em 1978, o Estado concedeu-lhe o estatuto de empresa pública, designada de INACEP, com personalidade civil e autonomia financeira e administrativa.
Apesar da mudança da capital da Guiné para Bissau, em 1941, a Imprensa Nacional permaneceu em Bolama até hoje, sendo a última instituição estatal ainda em funcionamento na antiga capital.